# Pierre Dreyfus

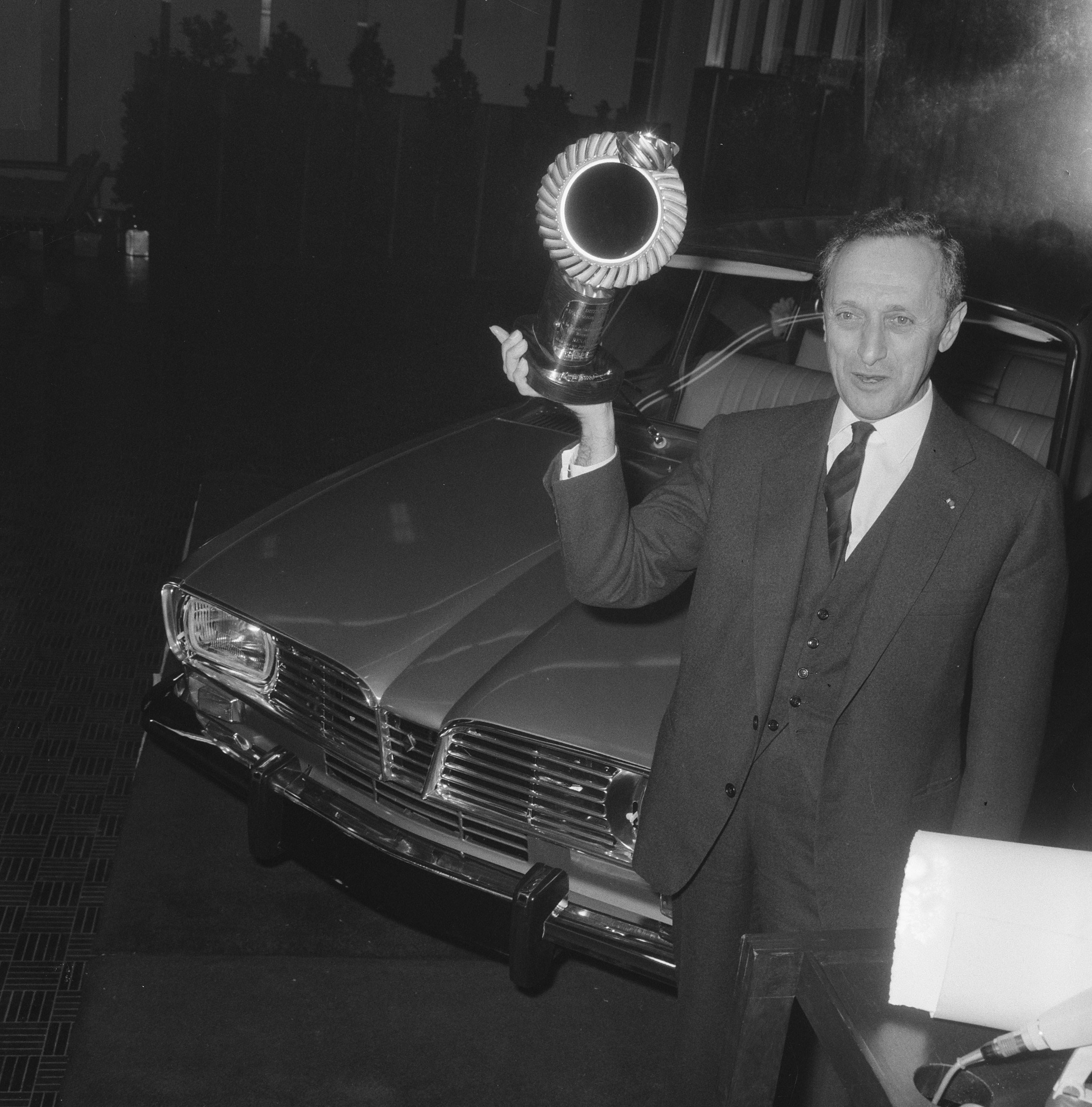
Pierre Dreyfus (1966)

Pierre Dreyfus (* 18. November 1907 in Paris; † 25. Dezember 1994 ebenda) war Präsident des französischen Autoherstellers Renault und französischer Minister für Industrie von 1981 bis 1982. Er war weder mit Alfred Dreyfus verwandt, noch mit der Louis-Dreyfus-Familie.

## Biographie
Dreyfus wuchs als Sohn eines Geschäftsmannes in einem gebildeten Umfeld auf und lernte bereits in seiner Kindheit Persönlichkeiten wie Robert Marjolin und Claude Lévi-Strauss kennen, der später der erste Ehemann seiner Schwester Dina Dreyfus wurde. Bereits mit 18 Jahren trat er ins Geschäftsleben ein, anschließend studierte er Rechtswissenschaften. Nach seinem Abschluss wurde er 1935 technischer Berater im Industrieministerium. Während der deutschen Besatzung gehörte Dreyfus zur Résistance.
Schon früh sympathisierte Dreyfus mit sozialistischen Ideen und trat der SFIO bei, einem Vorläufer der Sozialistischen Partei. Allerdings verließ er sie im Streit um den Spanischen Bürgerkrieg 1936 wieder.
Nach dem Krieg wurde Dreyfus 1947 zunächst inspecteur général und bis 1949 Directeur de cabinet des Industrie- und Handelsministers Robert Lacoste, 1954 erneut für Maurice Bourgès-Maunoury. Von 1949 bis 1955 leitete er als Chef du corps die Inspection Générale de l’Industrie et du Commerce. Während dieser gesamten Zeit im Ministerium war er im Vorstand von Renault und von 1948 bis 1955 auch Vizepräsident.
Nach einem Autounfall des Vorstandsvorsitzenden (Président-directeur général, PDG) Pierre Lefaucheux wurde Dreyfus von 1955 bis zu seiner Pensionierung 1975 dessen Nachfolger. Unter seiner Führung führte Renault eine Reihe neuer Produktionsmethoden ein und führte das Unternehmen zu kommerziellem Erfolg. Gleichzeitig sorgte er im Dialog mit den Gewerkschaften dafür, dass Renault als ehemals verstaatlichtes Unternehmen seine soziale Verantwortung wahrnahm. Wie er in seinem Buch La Liberté de réussir („Die Freiheit, Erfolg zu haben“) schrieb, müsse Renault „die Nation bereichern“ und die „Bedingungen der Arbeiter verbessern“. Der Zweck einer blühenden Wirtschaft sei die Verbesserung der Schicksale der Menschen.
Von 1968 an verschlechterten sich dennoch die Beziehungen zwischen der Geschäftsleitung und der Arbeiterschaft angesichts des politischen Umfelds zunehmend. 1972 musste Dreyfus als Zeuge in dem Prozess um die Ermordung des Maoisten Pierre Overney aussagen, der von einem Mitarbeiter des Sicherheitsdienstes von Renault erschossen worden war.
1975 wurde Dreyfus von Bernard Vernier-Palliez abgelöst.
Nach der Wahl François Mitterrands zum Präsidenten 1981 kehrte Dreyfus in die Politik zurück und wurde Industrieminister in der Regierung von Pierre Mauroy, gab aber schon im Juni 1982 erschöpft auf. Danach war er für einige Jahre Berater des Präsidenten und Aufsichtsratsmitglied des Pharmakonzerns Roussel-UCLAF, bevor er sich aus dem öffentlichen Leben zurückzog.
Er wurde als Großoffizier in die Ehrenlegion aufgenommen.